# Nasoona
Genre
Synonymes
- Chaetophyma Millidge, 1991
- Gorbothorax Tanasevitch, 1998

Nasoona est un genre d'araignées aranéomorphes de la famille des Linyphiidae.

## Distribution
Les espèces de ce genre se rencontrent en Asie sauf Nasoona coronata du Venezuela.

## Liste des espèces
Selon World Spider Catalog (version 23.0, 17/06/2022) :
- Nasoona asocialis (Wunderlich, 1974)
- Nasoona chrysanthusi Locket, 1982
- Nasoona comata (Tanasevitch, 1998)
- Nasoona conica (Tanasevitch, 1998)
- Nasoona coronata (Simon, 1894)
- Nasoona crucifera (Thorell, 1895)
- Nasoona indiana Tanasevitch, 2018
- Nasoona intuberosa Tanasevitch, 2018
- Nasoona kinabalu Tanasevitch, 2018
- Nasoona locketi Millidge, 1995
- Nasoona nigromaculata Gao, Fei & Xing, 1996
- Nasoona orissa Tanasevitch, 2018
- Nasoona sabah Tanasevitch, 2018
- Nasoona setifera (Tanasevitch, 1998)
- Nasoona silvestris Millidge, 1995
- Nasoona sulawesi Tanasevitch, 2018
- Nasoona wunderlichi (Brignoli, 1983)

## Systématique et taxinomie
Ce genre a été décrit par Locket en 1982 dans les Linyphiidae.
Chaetophyma a été placé en synonymie par Millidge en 1995.
Gorbothorax a été placé en synonymie par Tanasevitch en 2014.

## Publication originale
- Locket, 1982 : « Some linyphiid spiders from western Malaysia. » Bulletin British Arachnological Society, vol. 5, no 8, p. 361-384.